# Nati nel 1951/Gennaio
| Questa pagina contiene informazioni ricavate automaticamente dalle voci biografiche con l'ausilio del template Bio e di un bot. L'aggiornamento è periodico e automatico e ricostruisce completamente la pagina. Se manca una persona in questa lista, sei pregato di non aggiungerla, ma accertati piuttosto che la sua voce biografica contenga il template Bio e che i dati anagrafici siano correttamente compilati. Se il template Bio manca, inseriscilo tu stesso o, in alternativa, metti l'avviso {{tmp\|Bio}} che ne segnala la mancanza. Se i dati riportati sono sbagliati, correggi direttamente la voce biografica; le modifiche saranno visibili in questa lista entro pochi giorni. Per chiarimenti vedi il progetto biografie. La lista contiene solo le 274 persone che sono citate nell'enciclopedia e per le quali è stato implementato correttamente il template Bio. Pagina aggiornata al 10 ago 2025. |

- 1º gennaio - Dan Anderson, ex cestista statunitense
- 1º gennaio - Mauro Avogadro, attore e regista italiano
- 1º gennaio - Mimmo Cavallo, cantautore italiano
- 1º gennaio - Alessio Colombini, cantautore e arrangiatore italiano
- 1º gennaio - Cosimo Cordì, mafioso italiano († 1997)
- 1º gennaio - Luca Dal Fabbro, attore, doppiatore e direttore del doppiaggio italiano
- 1º gennaio - Jean-Claude Denis, fumettista francese
- 1º gennaio - Prospero Gallinari, terrorista italiano († 2013)
- 1º gennaio - Carlos Garfias Merlos, arcivescovo cattolico messicano
- 1º gennaio - Sturla Gunnarsson, regista cinematografico islandese
- 1º gennaio - Martha Haynes, astronoma statunitense
- 1º gennaio - Brent Jennings, attore statunitense
- 1º gennaio - Jakup Krasniqi, politico kosovaro
- 1º gennaio - Armando Lora, ex ciclista su strada italiano
- 1º gennaio - Loris Giuseppe Maconi, politico italiano
- 1º gennaio - Mario Morisi, scrittore e giornalista francese
- 1º gennaio - Sergej Nikulin, ex calciatore sovietico
- 1º gennaio - Nana Patekar, attore indiano
- 1º gennaio - Nancy Pitman, criminale statunitense
- 1º gennaio - Hans-Joachim Stuck, ex pilota automobilistico tedesco
- 1º gennaio - Gen'ichiro Takahashi, scrittore giapponese
- 1º gennaio - Masaki Takemiya, giocatore di go giapponese
- 2 gennaio - André Aciman, scrittore egiziano
- 2 gennaio - Giovanni Alamia, attore, cantautore e comico italiano († 2000)
- 2 gennaio - Stipe Božić, alpinista, scrittore e fotografo croato
- 2 gennaio - Roberto Ciaccio, artista italiano († 2014)
- 2 gennaio - Lula Ferreira, allenatore di pallacanestro brasiliano
- 2 gennaio - Jan Fischer, politico ceco
- 2 gennaio - Kim Choo-ja, cantante sudcoreana
- 2 gennaio - João Pedro, calciatore portoghese († 1981)
- 2 gennaio - Valdir Peres, allenatore di calcio e calciatore brasiliano († 2017)
- 2 gennaio - Idris, giornalista, personaggio televisivo e opinionista gambiano († 2023)
- 2 gennaio - Vincenzo Zazzaro, calciatore italiano († 2019)
- 3 gennaio - Carlos Barisio, calciatore argentino († 2020)
- 3 gennaio - Ken Bruen, scrittore irlandese († 2025)
- 3 gennaio - David Buckingham, ex calciatore maltese
- 3 gennaio - Jan Sigurd Ervik, ex calciatore norvegese
- 3 gennaio - Kenny Hibbitt, ex calciatore inglese
- 3 gennaio - Rosa Montero, scrittrice e giornalista spagnola
- 3 gennaio - Baldev Singh, ex cestista indiano
- 3 gennaio - Maria Teresa Torti, sociologa italiana († 2001)
- 4 gennaio - Bob Black, avvocato e scrittore statunitense
- 4 gennaio - Milton Setrini Júnior, ex cestista e allenatore di pallacanestro brasiliano
- 4 gennaio - Christian Chukwu, allenatore di calcio e calciatore nigeriano († 2025)
- 4 gennaio - Barbara Cochran, ex sciatrice alpina statunitense
- 4 gennaio - Didier Flament, ex schermidore francese
- 4 gennaio - Steve Genter, ex nuotatore statunitense
- 4 gennaio - Giuliano Grittini, fotografo italiano
- 4 gennaio - Milorad Kosanović, allenatore di calcio e ex calciatore serbo
- 4 gennaio - Bob Morse, ex cestista statunitense
- 4 gennaio - Paddy Roche, ex calciatore irlandese
- 4 gennaio - Alberto Rollo, scrittore, saggista e critico letterario italiano
- 5 gennaio - Roberto Benincasa, ex calciatore italiano
- 5 gennaio - Jean-Paul Curnier, filosofo e saggista francese († 2017)
- 5 gennaio - Christian De Sica, attore, comico e cantante italiano
- 5 gennaio - Orlando De Toni, hockeista su ghiaccio italiano († 2015)
- 5 gennaio - Ivano Fanini, imprenditore e dirigente sportivo italiano
- 5 gennaio - Carlo Gigli, cantautore italiano
- 5 gennaio - Paul Gilchrist, ex calciatore inglese
- 5 gennaio - Gary Jones, ex calciatore inglese
- 5 gennaio - Antonio Enrico Monteleone, militare italiano († 1985)
- 5 gennaio - Augusto Perfetti, imprenditore italiano
- 5 gennaio - Kazuko Sawamatsu, ex tennista giapponese
- 5 gennaio - Fausto Tardelli, vescovo cattolico italiano
- 6 gennaio - Alessandro Bergamo, politico italiano
- 6 gennaio - Giovanni Bertini, calciatore italiano († 2019)
- 6 gennaio - Ahron Daum, rabbino israeliano († 2018)
- 6 gennaio - Adelio Diamante, ex mezzofondista italiano
- 6 gennaio - Pierangelo Ferrari, politico italiano
- 6 gennaio - Fishman, wrestler messicano († 2017)
- 6 gennaio - Paula Fredriksen, storica delle religioni statunitense
- 6 gennaio - Maurizio Giannini, scrittore italiano
- 6 gennaio - Ruth Ann Moorehouse, criminale canadese
- 6 gennaio - Cataldo Naro, arcivescovo cattolico italiano († 2006)
- 6 gennaio - Jan Peumans, politico belga
- 6 gennaio - Kim Wilson, armonicista e cantante statunitense
- 7 gennaio - Hugh Bullen, bassista trinidadiano († 2016)
- 7 gennaio - Paola Comencini, scenografa e costumista italiana
- 7 gennaio - Jonathan Del Mar, musicologo e direttore d'orchestra inglese
- 7 gennaio - Frans Kellendonk, scrittore olandese († 1990)
- 7 gennaio - Talğat Mūsabaev, cosmonauta kazako († 2025)
- 7 gennaio - Luiz Melodia, cantante, musicista e compositore brasiliano († 2017)
- 8 gennaio - Kenny Anthony, politico santaluciano
- 8 gennaio - Don Campbell, ballerino e coreografo statunitense († 2020)
- 8 gennaio - Liliana Ginanneschi, regista e sceneggiatrice italiana
- 8 gennaio - John McTiernan, regista e produttore cinematografico statunitense
- 8 gennaio - Franz Pachl, compositore di scacchi tedesco
- 8 gennaio - Claudio Rocchi, cantautore, bassista e conduttore radiofonico italiano († 2013)
- 8 gennaio - Orano Rolfo, ex calciatore italiano
- 8 gennaio - Karen Tei Yamashita, scrittrice e drammaturga statunitense
- 9 gennaio - Michel Barnier, politico francese
- 9 gennaio - Gian Luigi Boiardi, politico italiano († 2018)
- 9 gennaio - M.L. Carr, ex cestista, allenatore di pallacanestro e dirigente sportivo statunitense
- 9 gennaio - Dick Conn, ex giocatore di football americano statunitense
- 9 gennaio - Reggie Harrison, ex giocatore di football americano statunitense
- 9 gennaio - Robi, calciatore e allenatore di calcio spagnolo († 2023)
- 9 gennaio - Shota Khinchagashvili, allenatore di calcio e ex calciatore sovietico
- 9 gennaio - Abu Marzuq, politico palestinese
- 9 gennaio - Inge Valen, ex calciatore norvegese
- 9 gennaio - Crystal Gayle, cantante statunitense
- 10 gennaio - Massimo Altomare, cantautore italiano
- 10 gennaio - Rockwell Blake, tenore statunitense
- 10 gennaio - Gérard Cenzato, ex calciatore francese
- 10 gennaio - Ange Di Caro, allenatore di calcio e ex calciatore francese
- 10 gennaio - Alejandro Escovedo, cantautore statunitense
- 10 gennaio - Aleksandr Ivanov, ex lottatore sovietico
- 10 gennaio - Claudio Martini, politico italiano
- 10 gennaio - Leopoldo Pardini, ex calciatore italiano
- 10 gennaio - Nicolas Philibert, regista francese
- 10 gennaio - Pez Whatley, wrestler statunitense († 2005)
- 10 gennaio - Rafael Zuviría, ex calciatore argentino
- 11 gennaio - Giorgio Barberio Corsetti, attore teatrale, regista teatrale e drammaturgo italiano
- 11 gennaio - Essam Khaled, ex cestista egiziano
- 11 gennaio - Brenda Kirk, tennista sudafricana († 2015)
- 11 gennaio - Willie Maddren, allenatore di calcio e calciatore inglese († 2000)
- 11 gennaio - Philip Tartaglia, arcivescovo cattolico scozzese († 2021)
- 11 gennaio - Jim Whiting, artista e inventore britannico
- 12 gennaio - Kirstie Alley, attrice e produttrice cinematografica statunitense († 2022)
- 12 gennaio - Chris Bell, cantante e chitarrista statunitense († 1978)
- 12 gennaio - Rush Limbaugh, conduttore radiofonico e giornalista statunitense († 2021)
- 12 gennaio - Carlo Mattogno, saggista italiano
- 12 gennaio - Drew Pearson, ex giocatore di football americano statunitense
- 12 gennaio - Karen Thurman, politica statunitense
- 13 gennaio - Avishai Dekel, astrofisico israeliano
- 13 gennaio - Bernard Loiseau, cuoco francese († 2003)
- 13 gennaio - Kim Manners, produttore televisivo, regista e attore statunitense († 2009)
- 13 gennaio - Antoni Szymanowski, ex calciatore polacco
- 13 gennaio - Jan Łostowski, sollevatore polacco († 2009)
- 14 gennaio - Ron Behagen, ex cestista statunitense
- 14 gennaio - Giovanni Colonnelli, calciatore italiano († 2021)
- 14 gennaio - Carme Elías, attrice e doppiatrice spagnola
- 14 gennaio - Sheldon Lettich, sceneggiatore, regista e drammaturgo statunitense
- 14 gennaio - Fiţa Lovin, ex mezzofondista rumena
- 14 gennaio - Cecilia Morel, first lady cilena
- 14 gennaio - Francesco Oliva, vescovo cattolico italiano
- 14 gennaio - Dario Razzi, magistrato italiano († 2020)
- 14 gennaio - Oderso Rubini, produttore discografico, musicista e scrittore italiano
- 15 gennaio - Biff Byford, cantante britannico
- 15 gennaio - Peter Collins, produttore discografico britannico († 2024)
- 15 gennaio - Oreste De Fornari, giornalista, critico cinematografico e autore televisivo italiano
- 15 gennaio - Ernie DiGregorio, ex cestista statunitense
- 15 gennaio - Graziano Morotti, ex marciatore italiano
- 15 gennaio - Sandro Provvisionato, giornalista e scrittore italiano († 2017)
- 15 gennaio - Sar Kheng, politico cambogiano
- 15 gennaio - Doru Ioan Tărăcilă, politico e avvocato romeno
- 15 gennaio - Enzo Vecchiè, calciatore italiano († 2013)
- 15 gennaio - Bobby Wilson, ex cestista statunitense
- 15 gennaio - Charo, showgirl, cantante e attrice spagnola
- 16 gennaio - Massimo Barbieri, criminale italiano († 1982)
- 16 gennaio - Diane Black, politica statunitense
- 16 gennaio - George Dunlop, ex calciatore nordirlandese
- 16 gennaio - Antoni Norman, religioso polacco
- 16 gennaio - William Raffaeli, medico italiano
- 17 gennaio - Damien Alary, politico francese
- 17 gennaio - Giorgio Perinetti, dirigente sportivo italiano
- 17 gennaio - Nicola Ripa, allenatore di calcio e ex calciatore italiano
- 17 gennaio - Roland Thöni, sciatore alpino italiano († 2021)
- 17 gennaio - Gerhard Winkler, ex biatleta tedesco occidentale
- 17 gennaio - Jurij Zajcev, sollevatore sovietico († 2022)
- 18 gennaio - Elijah Cummings, politico e avvocato statunitense († 2019)
- 18 gennaio - Steve Grossman, sassofonista statunitense († 2020)
- 18 gennaio - Bob Latchford, ex calciatore inglese
- 18 gennaio - Sally Morgan, scrittrice e illustratrice australiana
- 18 gennaio - Anne-Marie Patan, ex cestista francese
- 18 gennaio - Kathy Shields, ex cestista e allenatrice di pallacanestro canadese
- 18 gennaio - Sonja Simova, ex cestista bulgara
- 18 gennaio - Heikki Taponen, ex cestista finlandese
- 18 gennaio - Renato Zaccarelli, ex calciatore, allenatore di calcio e dirigente sportivo italiano
- 19 gennaio - Bill Corcoran, regista canadese
- 19 gennaio - Martha Davis, musicista e cantautrice statunitense
- 19 gennaio - Gonzalo Galván Castillo, vescovo cattolico messicano († 2020)
- 19 gennaio - Gildo Insfrán, politico argentino
- 19 gennaio - Gary Melchionni, ex cestista statunitense
- 19 gennaio - Misako Satake, ex cestista giapponese
- 19 gennaio - Italo Spinelli, regista, sceneggiatore e attore italiano
- 19 gennaio - Gerald Tinker, ex velocista e giocatore di football americano statunitense
- 19 gennaio - Antonio Placido Torresi, pittore, restauratore e critico d'arte italiano († 2012)
- 20 gennaio - Shelley Berkley, politica statunitense
- 20 gennaio - Nikola Eterović, arcivescovo cattolico croato
- 20 gennaio - Iván Fischer, direttore d'orchestra e compositore ungherese
- 20 gennaio - Francesca Scopelliti, giornalista e politica italiana
- 20 gennaio - Clyde Sefton, ex ciclista su strada australiano
- 21 gennaio - Osvaldo Castellan, ciclista su strada italiano († 2008)
- 21 gennaio - José Manuel García, ex ciclista su strada spagnolo
- 21 gennaio - Atilio Herrera, ex calciatore argentino
- 21 gennaio - Eric Holder, avvocato e politico statunitense
- 21 gennaio - David Peach, ex calciatore inglese
- 21 gennaio - Antonio Rocca, allenatore di calcio e ex calciatore italiano
- 21 gennaio - Gustavo Muñoz Veiga, economista, saggista e traduttore spagnolo
- 21 gennaio - Georg Werth, ex bobbista italiano
- 22 gennaio - Alberto de Jesús Benítez, calciatore argentino († 2016)
- 22 gennaio - Francisco Bizcocho, ex calciatore spagnolo
- 22 gennaio - George Casella, statistico statunitense († 2012)
- 22 gennaio - Enzo D'Angelo, pallanuotista italiano († 2008)
- 22 gennaio - Pablo Echaurren, pittore e scrittore italiano
- 22 gennaio - Alveda King, attivista, politica e scrittrice statunitense
- 22 gennaio - Ondrej Nepela, pattinatore artistico su ghiaccio cecoslovacco († 1989)
- 22 gennaio - Michael Scott Rohan, scrittore scozzese († 2018)
- 22 gennaio - Mary Helen Stefaniak, scrittrice statunitense
- 22 gennaio - Marlena Zagoni, canottiera rumena († 2025)
- 23 gennaio - Margaret Bailes, ex velocista statunitense
- 23 gennaio - Jesús Castro González, calciatore spagnolo († 1993)
- 23 gennaio - Silvia Chersoni, ex velocista italiana
- 23 gennaio - Ciro Falanga, politico italiano
- 23 gennaio - Ašot Karagjan, ex schermidore sovietico
- 23 gennaio - David Patrick Kelly, attore e musicista statunitense
- 23 gennaio - Vittorio Nocenzi, compositore, pianista e tastierista italiano
- 23 gennaio - Antonio Perego, ex calciatore italiano
- 23 gennaio - Renzo Rossi, allenatore di calcio e ex calciatore italiano
- 23 gennaio - Chesley Sullenberger, ex aviatore statunitense
- 23 gennaio - Hsu Tain-tsair, politico taiwanese
- 24 gennaio - Anne Brusletto, ex sciatrice alpina norvegese
- 24 gennaio - Rogelio Cabrera López, arcivescovo cattolico messicano
- 24 gennaio - Emilio Cruz, ex calciatore e allenatore di calcio spagnolo
- 24 gennaio - Leopoldo Fabris, allenatore di calcio e ex calciatore italiano
- 24 gennaio - Leonél Pereira de Alencar Neto, ex giocatore di calcio a 5 brasiliano
- 24 gennaio - John Ogonowski, aviatore statunitense († 2001)
- 24 gennaio - Yakov Smirnoff, comico e attore sovietico
- 24 gennaio - Georg Spohr, ex canottiere tedesco
- 24 gennaio - Mike Thompson, politico statunitense
- 24 gennaio - Lorenza Visconti, cantante italiana
- 25 gennaio - Raphaël Confiant, scrittore francese
- 25 gennaio - Hans-Jürgen Dörner, calciatore e allenatore di calcio tedesco orientale († 2022)
- 25 gennaio - Fausto Giovanelli, politico italiano
- 25 gennaio - Richard Hanna, politico statunitense († 2020)
- 25 gennaio - Steve Prefontaine, mezzofondista statunitense († 1975)
- 25 gennaio - Leonid Petrovič Teljatnikov, militare e vigile del fuoco sovietico († 2004)
- 25 gennaio - Bill Viola, artista statunitense († 2024)
- 26 gennaio - Alfredo Bastianelli, diplomatico italiano
- 26 gennaio - Horst Bernhardt, bobbista tedesco
- 26 gennaio - Roy Goodman, cantante, violinista e direttore d'orchestra britannico
- 26 gennaio - Steve Jay, bassista statunitense
- 26 gennaio - Jarmila Kratochvílová, ex mezzofondista e velocista cecoslovacca
- 26 gennaio - Steven Levy, giornalista statunitense
- 26 gennaio - Mieczysław Nowicki, ex ciclista su strada polacco
- 26 gennaio - Roberto Parlanti, ex calciatore italiano
- 26 gennaio - Fulvio Pelli, avvocato, notaio e politico svizzero
- 26 gennaio - Juan Planelles, ex calciatore spagnolo
- 26 gennaio - Charles Saint-Prot, storico francese
- 26 gennaio - David M. Schwarz, architetto e designer statunitense
- 26 gennaio - Albio Sires, politico statunitense
- 26 gennaio - Erick Wujcik, autore di giochi e autore di videogiochi statunitense († 2008)
- 27 gennaio - Alexander, illusionista e conduttore televisivo italiano
- 27 gennaio - Brian Downey, batterista irlandese
- 27 gennaio - Brian Eastick, allenatore di calcio e ex calciatore inglese
- 27 gennaio - Gerd Gebhardt, produttore discografico tedesco
- 27 gennaio - Mike Machette, ex tennista statunitense
- 28 gennaio - Bernard Guetta, giornalista e politico francese
- 28 gennaio - Karl Honz, ex velocista tedesco
- 28 gennaio - Leonid Kostjantynovyč Kadenjuk, cosmonauta ucraino († 2018)
- 28 gennaio - Christian Synaeghel, ex calciatore francese
- 28 gennaio - Toni Valeruz, scialpinista e alpinista italiano
- 29 gennaio - Francesco Bidognetti, mafioso italiano
- 29 gennaio - Enio Cometti, ex pugile italiano
- 29 gennaio - Fereydoon Foroughi, cantautore, compositore e musicista iraniano († 2001)
- 29 gennaio - Eleonora Kaminskaitė, canottiera lituana († 1986)
- 29 gennaio - Zdzisław Myrda, cestista e allenatore di pallacanestro polacco († 2020)
- 29 gennaio - Elvio Pierich, ex cestista e allenatore di pallacanestro italiano
- 29 gennaio - Tetjana Zacharova, ex cestista sovietica
- 30 gennaio - Andy Anderson, batterista inglese († 2019)
- 30 gennaio - Massimo Belli, attore e regista italiano
- 30 gennaio - Antonio Caprarica, giornalista, scrittore e saggista italiano
- 30 gennaio - Phil Collins, cantautore, polistrumentista e produttore discografico britannico
- 30 gennaio - Charles S. Dutton, attore e regista statunitense
- 30 gennaio - Margaret Moth, fotografa e fotoreporter neozelandese († 2010)
- 30 gennaio - Bobby Stokes, calciatore inglese († 1995)
- 30 gennaio - Mara Zampieri, soprano italiano
- 31 gennaio - Dave Benton, musicista estone
- 31 gennaio - Harry Wayne Casey, musicista, cantante e produttore discografico statunitense
- 31 gennaio - Larry Farmer, ex cestista e allenatore di pallacanestro statunitense
- 31 gennaio - Orit Gadiesh, economista israeliana
- 31 gennaio - Phil Manzanera, chitarrista britannico
- 31 gennaio - Larry McNeill, cestista statunitense († 2004)
- 31 gennaio - Cristine Rose, attrice statunitense